# 히라노촌 (야마가타현)
히라노촌(平野村)은 야마가타현 니시오키타마군에 설치되었던 촌이다. 현재의 나가이시 중심부 서측에 해당한다.

## 역사
- 1889년 4월 1일 - 정촌제 시행에 의해 2촌의 구역을 가지고 성립하였다.
- 1954년 11월 15일 - 나가이정, 나가이촌, 도요다촌, 니시네촌, 이사자와촌과 합병해 나가이시가 성립, 동일 히라노촌은 폐지되었다.

## 참고문헌
- 角川日本地名大辞典 6 山形県